# Sławomir Busch
Sławomir Busch (ur. 3 marca 1998 w Nowym Tomyślu) – polski siatkarz, grający na pozycji przyjmującego. 

## Sukcesy klubowe
Mistrzostwa Polski Kadetów:
- 2015[4]

Mistrzostwo I ligi:
- 2018
- 2016

## Sukcesy reprezentacyjne
Mistrzostwa Europy Juniorów:
- 2016[5]

## Nagrody indywidualne
- 2015: Najlepszy przyjmujący Mistrzostw Polski Kadetów